# Falkirk (raadsgebied)
Falkirk (Schots-Gaelisch: an Eaglais Bhreac) is een raadsgebied (council area) in het midden van Schotland met een oppervlakte van 297 km². De hoofdplaats is het gelijknamige Falkirk en het raadsgebied heeft 160.340 inwoners (2017).
Het raadsgebied behoort tot de lieutenancy area Stirling and Falkirk en het historische graafschap Stirlingshire. Een uitzondering is Bo'ness en omgeving, die in beide gevallen tot West Lothian behoort.

## Plaatsen
- Bo'ness
- Bonnybridge
- Denny
- Falkirk
- Grangemouth
- Stenhousemuir

## Bezienswaardigheden
- Blackness Castle
- Dunmore Pineapple, een 18e-eeuwse folly
- Elphinstone Tower
- Falkirk-wiel

Aberdeen · Aberdeenshire · Angus · Argyll and Bute · City of Edinburgh · Clackmannanshire · Dumfries and Galloway · Dundee City · East Ayrshire · East Dunbartonshire · East Lothian · East Renfrewshire · Falkirk · Fife · Glasgow City · Highland · Inverclyde · Midlothian · Moray · Na h-Eileanan Siar (Buiten-Hebriden) · North Ayrshire · North Lanarkshire · Orkney Islands · Perth and Kinross · Renfrewshire · Scottish Borders · Shetland Islands · South Ayrshire · South Lanarkshire · Stirling · West Dunbartonshire · West Lothian
Zie ook: lieutenancy areas, de vroegere regio's en graafschappen